# فجر انرژی خلیج‌فارس

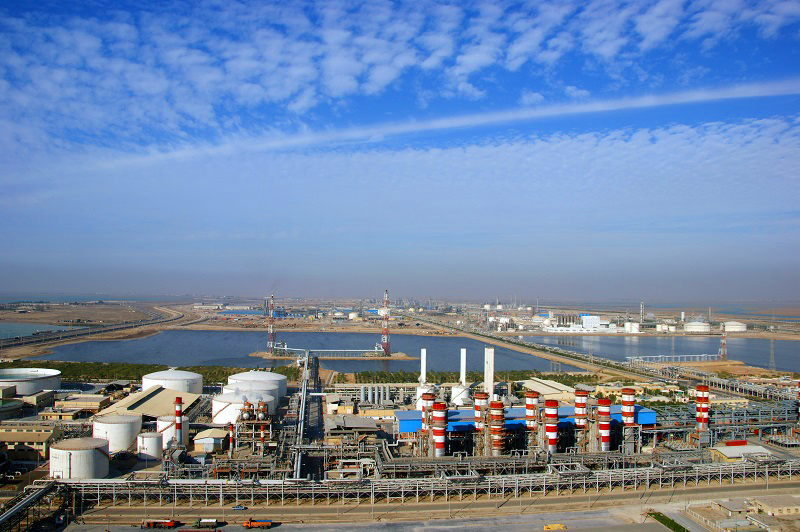
نمای عمومی فجر ۱

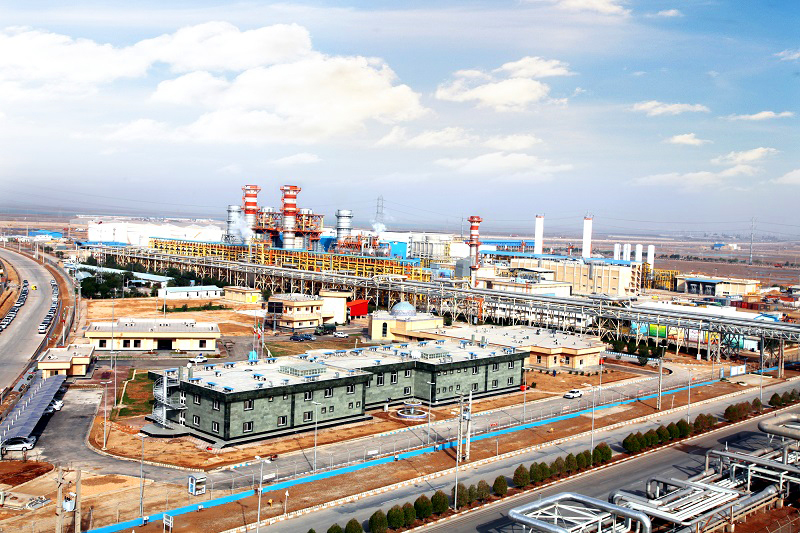
[https://www.fepg.ir/ نمای عمومی فجر ۲

  شرکت فجر انرژی خلیج‌فارس ، (پتروشیمی فجر سابق) به منظور تولید و تامین خدمات حیاتی شامل برق ،بخار، اکسیژن، نیتروژن، آرگون، هوای فشرده، آب‌های صنعتی و تصفیه پساب‌های صنعتی در سایت های ۲ و ۴ منطقه ویژه اقتصادی پتروشیمی، واقع در شمال غربی خلیج فارس قرار گرفته‌است. این شرکت از آنجا که دارای نقش مهمی در تولید و توزیع خدمات حیاتی برای شرکت‌های فرایندی منطقه است، به عنوان قلب تپنده منطقه ویژه اقتصادی پتروشیمی بندرماهشهر نامیده می‌شود. هدف فجر تولید مستمر و توسعه پایدار در خدمات‌دهی به موقع و مورد اعتماد در این منطقه است.

## تاریخچه
شرکت فجر انرژی خلیج فارس (پتروشیمی فجر سابق) در در سال 1377 با هدف تامین یوتیلیتی مورد نیاز شرکتهای منطقه ویژه اقتصادی واقع در بندر امام خمینی تاسیس شد و بعنوان اولین شرکت یوتیلیتی متمرکز در کشور در سال 1381 به بهره برداری رسید. با افزایش طرحهای جدید در سایت 2 و 3 و نیاز به تامین یوتیلیتی بیشتر، طرح توسعه فجر انرژی در سایت 2 اجرا گردید.
در راستای اجرای سیاستهای اصل 44 قانون اساسی،مالکیت این شرکت در سال 1388به شرکت صنایع پتروشیمی خلیج فارس منتقل شد و با توجه به عملکرد درخشان در حوزه های مختلف استراتژیک ، پس از پذیرش در بازار سهام،بخشی از سهام شرکت در سال 1394 در بازار بورس کشور عرضه شد و پتروشیمی فجر به فعالان بازار سرمایه ایران پیوست.

## سرمایه‌گذاری
میزان سرمایه گذاری در ناحیه ۱ و ۲ حدود ۲ میلیارد یورو می باشد.

## موقعیت جغرافیایی
مجتمع شرکت فجر و واحد پساب شماره یک در واحد ۴ و طرح توسعه فاز ۲ و واحد پساب شماره ۲ در واحد ۲ منطقه ویژه اقتصادی پتروشیمی بندر ماهشهر واقع در شمال غربی خلیج‌فارس قرار گرفته‌است.

## مساحت
مساحت شرکت در کل ۷۰ هکتار می‌باشد که ۳۰ هکتار آن در ناحیه یک و ۴۰ هکتار آن در ناحیه دو می‌باشد.

## نیروی انسانی
شمار نفرات شاغل ( رسمی ، معین ، موقت ، پیمانکار ) ۱۱۷۳ نفر می‌باشند.

## سهامداران
سهامدار عمده:( تا پایان سال مالی ۱۳۹۷)
- صنایع پتروشیمی خلیج‌فارس، ۵۹.۶۷ درصد[۱]
- کارگذاری عدالت، ۳۰ درصد[۲]
- سایر سهام داران، ۱۰.۳۳ درصد[۱]

## مشتری‌ها
- واحد ۱: سازمان منطقه ویژه اقتصادی و شرکت‌های پایین دستی صنایع پتروشیمی، کارخانه‌ها و انبارهای منطقه ویژه اقتصادی پتروشیمی بندر ماهشهر.
- واحد ۲: شرکت پتروشیمی کارون، شرکت پتروشیمی مارون، پتروشیمی لاله و شرکت‌های جدید الاحداث پتروشیمی
- واحد ۳: شرکت پتروشیمی فن آوران، پتروشیمی رجال، پتروشیمی غدیر و پتروشیمی اروند.
- واحد ۴: شرکت پتروشیمی خوزستان، پتروشیمی شهید تندگویان در ۲ فاز، پتروشیمی بوعلی سینا، پتروشیمی امیرکبیر و شرکت نوید زرشیمی.
- واحد ۵: واحد مخازن و پایانه صادراتی منطقه ویژه اقتصادی، پتروشیمی بندر امام و شرکت پتروشیمی رازی (برق)

شبکه سراسری انتقال برق کشور: پست ۴۰۰ کیلو ولت برای ارسال برق به شهرهای بندر امام خمینی و بندر ماهشهر.

## سوخت
گاز طبیعی تصفیه‌شده از خط سراسری شرکت ملی گاز ایران جمعاً برای دو مجتمع میانگین برابر با ۵۰۰ هزار متر مکعب در ساعت.

## خوراک
- آب خام از رودخانه کارون
- هوا برای واحد تفکیک هوا

## واحدها

### واحد تولید برق و بخار ناحیه۱ و۲
انرژی برق حساسترین محصول مجتمع فجر انرژی خلیج فارس است؛ واحد های نیروگاهی فجر شامل سه بخش عمده تولید برق و بخار است که انرژی مورد نیاز واحد های فرایندی منطقه ویژه اقتصادی پتروشیمی و واحدهای داخلی فجر را تامین می‌کند.
سوخت  اصلی این نیروگاه‌ها گاز طبیعی بوده و از گازوئیل به عنوان سوخت پشتیبان استفاده می‌شود. بخش نیروگاه برق و بخار فجر در دو ناحیه یک و دو احداث شده‌اند که نیروگاه برق با 11 واحد توربین گازی در مجموع 1147 مگاوات برق در ساعت تولید می‌کند.
اولین توربین نیروگاه ناحیه 1 فجر در سال 1378 تحت لیسانس شرکت ALSTOM و با مشارکت حداکثری شرکت های داخلی مهندسی و تامین شده و 2 توربین دیگر این نیروگاه تحت عنوان GENERAL ELECTRIC  در سال 1385 تامین، نصب و راه‌اندازی شده است؛ توربین نیروگاه ناحیه 2 نیز در سال 1386 با همکاری شرکت فجر با همکاری شرکت ایرانی MAPNA تامین، نصب و راه‌اندازی شده است.
پس از راه‌اندازی نیروگاه ناحیه 2 در کنار افزایش ظرفیت تولید، قابلیت اتصال و جدا بودن از پست 400 و از نیروگاه ناحیه 1 ، امکان تبادل توان بین دو نیروگاه را نیز فراهم شده است؛ همچنین با راه‌اندازی این نیروگاه توانایی حفظ پایداری در صورت بروز مشکل در تامین گاز از لحاظ افزایش حجم ذخیره گازوییل و سرعت پاسخ دهی به اختلال فشار نیز افزایش یافته است.
بخش تولید بخار نیز با 10 واحد خود می‌تواند 1690 تن بخار را در یک ساعت تولید کند.
در کنار نیروگاه‌های فجر واحد دیسپاچینگ وجود دارد که وظیفه توزیع و انتقال برق تولید شده در نیروگاه‌ را از طریق پست 132 و 400 کیلو ولت بر عهده آن است؛ این واحد به خط سراسری انتقال برق کشور وصل بوده و می‌توانند به تامین قسمتی از برق کشور کمک کند.
بخش عمده تولید بخار فجر با بهره گیری از انرژی عظیم حرارتی موجود در گازهای پر حرارت حاصل از احتراق توربین های گازی صورت می گیرد و در نتیجه، بازده حرارتی بویلرها به  بیش از 90 درصد می رسد.
برای تولید بخار در این شرکت گازهای خروجی از توربین‌های گازی با آب بدون املاح در بویلرهای بازیافت حرارت، تبادل حرارت کرده و در نهایت بخار تولید می‌شود.
مهمترین ویژگی نیروگاه‌های فجر سازگاری آن با محیط زیست است؛ به طوری که میزان اکسیدهای نیتروژن و کربن در گازهای حاصل از احتراق، که از دودکش نیروگاه خارج می شوند، پایین تر از محدوده مجاز استاندارد قرار دارد.

### واحد تصفیه آب ناحیه ۱ و ۲
استفاده از آب در تمامی صنایع امری رایج بوده و بدون حضور این ماده حیاتی انجام فعالیت‌های صنعتی غیرممکن خواهد بود. از سوی دیگر نوع و مقدار مصرف آن با توجه به فرآیند تولید و سطح فناوری ها در هر واحد صنعتی متفاوت است.
در واحد تصفیه آب فجر انرژی خلیج فارس که در 2 ناحیه احداث شده انواع آب‌های صنعتی را با توجه به نیاز و کاربرد آنها تولید و به مصرف شرکت‌های همجوار می‌رساند.
تجهیزات واحد آب ناحیه 1 توسط شرکت اتریشی VATech Wabag مهندسی و تامین شده و شرکت زلال ایران این تجهیزات را نصب و راه اندازی کرده است؛ این واحد با ظرفیت 7 هزار مترمکعب در ساعت در سایت 4 منطقه ویژه اقتصادی پتروشیمی در سال 1381 احداث و راه اندازی شده است.
طرح توسعه واحد تصفیه آب نیز در سایت 2 با ظرفیت 8 هزار مترمکعب در ساعت جهت تامین آب‌های صنعتی مجتمع های واقع در سایت 2 و 3 منطقه ویژه اقتصادی پتروشیمی از سال 1385 آغاز و در سال 1391 به بهره برداری رسید؛ تجهیزات این طرح توسط شرکت زلال ایران مهندسی، تامین و نصب شده است.
در این واحدها آب بدون املاح(DM)  با ظرفیت 3735 متر مکعب بر ساعت، آب اسمز معکوس (R.O) با ظرفیت 9750 متر مکعب بر ساعت، آب آتش نشانی با ظرفیت 14 هزار متر مکعب بر ساعت، آب سرویس و آب بهداشتی تولید می‌شود.
در این واحد آب خام دریافتی از رودخانه کارون را پس از تزریق مواد شیمیایی، ته نشینی و نرم سازی در کلایفایرها و تنظیم PH وارد فیلترهای شنی ثقلی می‌شود، سپس آب تولید شده از مرحله اسمز معکوس، وارد بخش خلاصه سازی شده و در نهایت آب بدون املاح (D.M) تولید می‌شود.
امتیاز ویژه این واحدها، اتلاف بسیار پایین آب در چرخه تولید و استفاده مجدد از آب دورریز سیستم اسمز معکوس با طراحی نوین در بخش R.O Reject است. همچنین واحد آب با شبکه سراسری خود آب آتشنشانی تمامی واحدهای آتشنشانی منطقه ویژه اقتصادی پتروشیمی را تامین می‌کند.
لازم به ذکر است که شرکت فجر انرژی خلیج فارس با هدف اطمینان خاطر مشتریان و پایداری تولید، مخازن ذخیره آب‌های خام، DM، RO و آتش نشانی را تعبیه کرده تا بتواند در مدت زمانی کافی در شرایط نوسان آب مورد نیاز واحدهای فرآیندی منطقه ویژه اقتصادی پتروشیمی را تامین کند.

### واحد تفکیک هوا ناحیه ۱ و ۲
واحدهای تفکیک هوا به منظور فشرده سازی و جداسازی هوا برای دو کاربرد متفاوت آن در صنعت احداث شده است. هوای فشرده، به منظور استفاده در تجهیزات ابزار دقیق، کنترل ها و مصارف عمومی صنعتی تولید می شود و جداسازی هوا با هدف تامین اکسیژن، نیتروژن و آرگون برای استفاده در تولیدات فرایندی مشتریان انجام می شود.
بخش جداسازی این واحد دارای سه خط تولید است که دو خط دارای تولیدات مشابه اکسیژن و نیتروژن بصورت مایع و گاز و خط سوم علاوه بر اکسیژن و نیتروژن ،آرگون مایع نیز تولید میکند.
در این واحد، هوا تا دمای 194- درجه سانتی گراد سرد و با استفاده از روش تقطیر جدا شده و نیتروژن و اکسیژن  تولید می شود؛ نیتروژن گازی تولیدی توسط کمپرسور فشرده شده و نیتروژن و اکسیژن مایع در دو مخزن ذخیره می شوند؛ همچنین اکسیژن گازی از طریق تبخیر اکسیژن مایع در برج‌ها بدست آمده و آرگون تولیدی در سه مخزن با ظرفیت مجموع 90 متر مکعب نگهداری می شود.
در واحدهای تفکیک هوای فجر انرژی خلیج فارس 51 هزار متر مکعب نیتروژن گازی، 4300 متر مکعب نیتروژن مایع، 40500 متر مکعب اکسیژن گازی، 2500 متر مکعب اکسیژن مایع، 32 هزار متر مکعب هوای سرویس، 42500 متر مکعب هوای ابزار دقیق و 217 متر مکعب آرگون در ساعت تولید می‌شود که به مصرف پتروشیمی‌های منطقه میرسد.
قسمتی از واحد هوا ناحیه یک فجر انرژی خلیج فارس در سال 1381 توسط شرکت Air Product طراحی شده است؛ قسمت دیگر آن نیز در سال 1384 توسط شرکت Air Liquid طراحی شده است. همچنین واحد هوای ناحیه دو فجر انرژی خلیج در سال 1390 تحت لیسانس شرکت Linde  و توسط شرکت دلوار افزار اجرا و راه اندازی شده است.
همچنین کلیه محصولات گازی واحدهای تفکیک هوا از طریق خطوط انتقال و محصولات مایع از طریق حمل تانکری به دست مشتریان می‌رسد. 

### واحد تصفیه پساب ۱ و ۲
واحدهای تصفیه پساب ،تبدیل کننده پساب های سمی و آلوده به آب پاک و حیات بخش برای گیاهان و فضاهای سبز تشنه هستند.
پتروشیمی فجر بمنظور تصفیه پساب های صنعتی و بهداشتی مجتمع های منطقه دو تصفیه خانه احداث کرده است.
تصفیه خانه های پساب جهت تصفیه پسابهای با املاح پایین( LOW TDS )و بهداشتی به ظرفیت 980 مکعب بر ساعت و پسابهای صنعتی با املاح بالا (HIGH TDS) به میزان 95متر مکعب بر ساعت طراحی و اجرا شده اند.
پساب صنعتی دریافتی با املاح پایین پس از تصفیه فیزیکی ، شیمیایی و بیولوژیکی و زلال سازی و کنترل نهایی، جهت استفاده در شبکه فضای سبز منطقه ویژه اقتصادی و رقیق سازی بخش HIGH TDS استفاده می گردد.
در واحد تصفیه ناحیه 2 بدلیل زیاد بودن بار آلودگی پسابهای ورودی،تصفیه پساب در دو مرحله انجام می گیرد.

### شبکه خطوط ارتباطی آفسایت
واحد خطوط ارتباطی مسئولیت توزیع و کنترل سرویسهای جانبی (یوتیلیتیUTILITY (تولید شده در مجتمع فجر به تمام مجتمع های فعال منطقه ویژه را بر عهده دارد.بعلاوه، مجتمع های منطقه ، خوراک مورد نیاز و محصولات تولید شده خود را با استفاده از خطوط لوله و تحت نظارت این واحد دریافت یا ارسال می نمایند.
حوزه عملیاتی واحد خطوط ارتباطی کل منطقه ویژه اقتصادی می باشد.
همچنین این واحد وظیفه نگهداری و تعمیر خطوط وتجهیزات مربوط به آنها از قبیل شیرآلات – سیستم های ابزار دقیق – سیستم های گرمایش الکتریکی را بر عهده دارد.